# Patriarca
Patriarca is een historisch Italiaans merk van motorfietsen.
Gustavo Patriarca, Torino (1925-1933 en 1951).
Gustavo Patriarca had al in 1907 een kleine serie 100 cc eencilinder tweetakt hulpmotoren gemaakt. Door zijn drukke werkzaamheden als bedrijfsleider van een vliegtuigfabriek had hij echter geen tijd hiermee door te gaan. 
Na de Eerste Wereldoorlog besloot hij de motorfietsproductie weer op te pakken en in 1924 ontwikkelde hij een motorfiets die in 1925 in drie versies in productie ging, te weten als 125-, 175- en 250 cc. De motoren kwamen deels van JAP, maar Patriarca produceerde ook zelf motorblokken. In die tijd behoorden de Patriarca motorfietsen tot de beste van Italië. 
Vanaf 1930 gebruikte hij alleen nog eigen motoren. Hij specialiseerde zich in lichte motorfietsen en hulpmotoren. In 1933 kwam het bedrijfje in financiële problemen en werd de productie beëindigd, maar na de Tweede Wereldoorlog startte Patriarca het merk weer op. Hij presenteerde in 1951 het model Motina met een 248 cc eencilinder viertaktmotor. Deze bijzondere machine had een zithoogte van 70 cm, een wielbasis van 1,26 meter en 36 cm (14 inch) wieltjes. Waarschijnlijk is de machine nooit in productie gekomen en Patriarca gaf het nu echt op.